# Campeonato Mato-Grossense 2016
In 2016 werd het 74ste Campeonato Mato-Grossense gespeeld voor voetbalclubs uit de Braziliaanse staat Mato Grosso. De competitie werd georganiseerd door de FMF en werd gespeeld van 30 januari tot 8 mei. Luverdense werd de kampioen.

## Eerste fase

### Groep A
| Plaats | Club                      | Wed. | W | G | V | Saldo | Ptn. |
| ------ | ------------------------- | ---- | - | - | - | ----- | ---- |
| 1.     | Luverdense                | 10   | 5 | 3 | 2 | 20:9  | 18   |
| 2.     | Sinop                     | 10   | 5 | 3 | 2 | 13:4  | 18   |
| 3.     | Operário Várzea-Grandense | 10   | 4 | 3 | 3 | 13:17 | 15   |
| 4.     | Cacerense                 | 10   | 3 | 4 | 3 | 15:17 | 13   |
| 5.     | Mixto                     | 10   | 2 | 4 | 4 | 16:21 | 10   |
| 6.     | Poconé                    | 10   | 2 | 1 | 7 | 12:21 | 7    |

|  | Geplaatst voor tweede fase |
|  | Degradatie                 |

### Groep B
| Plaats | Club      | Wed. | W | G | V | Saldo | Ptn. |
| ------ | --------- | ---- | - | - | - | ----- | ---- |
| 1.     | Cuiabá    | 8    | 5 | 2 | 1 | 19:1  | 17   |
| 2.     | Dom Bosco | 8    | 4 | 2 | 2 | 13:9  | 14   |
| 3.     | Araguaia  | 8    | 4 | 2 | 2 | 9:8   | 14   |
| 4.     | União     | 8    | 2 | 3 | 3 | 8:9   | 9    |
| 5.     | Operário  | 8    | 0 | 1 | 7 | 3:25  | 1    |

|  | Geplaatst voor tweede fase |

## Tweede fase

### Groep C
| Plaats | Club       | Wed. | W | G | V | Saldo | Ptn. |
| ------ | ---------- | ---- | - | - | - | ----- | ---- |
| 1.     | Luverdense | 6    | 4 | 2 | 0 | 13:2  | 14   |
| 2.     | Araguaia   | 6    | 2 | 2 | 2 | 7:8   | 8    |
| 3.     | Cacerense  | 6    | 2 | 1 | 3 | 5:10  | 7    |
| 4.     | Dom Bosco  | 6    | 1 | 1 | 4 | 6:11  | 4    |

|  | Geplaatst voor knock-outfase |

### Groep D
| Plaats | Club                      | Wed. | W | G | V | Saldo | Ptn. |
| ------ | ------------------------- | ---- | - | - | - | ----- | ---- |
| 1.     | Sinop                     | 6    | 5 | 0 | 1 | 9:3   | 15   |
| 2.     | Cuiabá                    | 6    | 2 | 2 | 2 | 4:5   | 8    |
| 3.     | União                     | 6    | 2 | 1 | 3 | 7:8   | 7    |
| 4.     | Operário Várzea-Grandense | 6    | 1 | 1 | 4 | 7:11  | 4    |

|  | Geplaatst voor knock-outfase |

## Knock-outfase
In geval van gelijkspel worden er strafschoppen genomen, tussen haakjes weergegeven. 
|  | Halve finale | Halve finale | Halve finale |            |   | Finale | Finale | Finale |
|  |              |              |              |            |   |        |        |        |
|  | Luverdense   | 2            |              |            |   |        |        |        |
|  | Cuiabá       | 0            |              |            |   |        |        |        |
|  | Cuiabá       | 0            |              | Luverdense | 0 | 1      |        |        |
|  |              |              |              |            | 0 | 1      |        |        |
|  |              | Sinop        | 0            | 0          |   |        |        |        |
|  | Sinop        | Sinop        | 0            | 0          | 3 |        |        |        |
|  | Sinop        |              |              |            | 3 |        |        |        |
|  | Araguaia     | 1            |              |            |   |        |        |        |

Details finale
|            |                               |       |       |                                    |
| 4 mei Heen | Luverdense Lucas do Rio Verde | 0 – 0 | Sinop | Passo das Emas, Lucas do Rio Verde |
| 4 mei Heen |                               |       |       | Passo das Emas, Lucas do Rio Verde |

| Luverdense | Sinop |

|             |       |            |                               |                         |
| 8 mei Terug | Sinop | 0 – 1      | Lucas do Rio Verde Luverdense | Gigante do Norte, Sinop |
| 8 mei Terug |       | 8' Alfredo |                               | Gigante do Norte, Sinop |

| Sinop | Luverdense |

### Kampioen
| Campeonato Mato-Grossense de 2016 |
| Mato-Grosso                       |
| --------------------------------- |
| LUVERDENSE Kampioen (3° titel)    |